# Fútbol de reglas internacionales
El fútbol de reglas internacionales, conocido simplemente como reglas internacionales o reglas de compromiso, es un deporte híbrido que combina aspectos del fútbol australiano y el fútbol gaélico. Este código del football fue creado en los años 1960 para facilitar partidos entre equipos de ambos deportes, en particular las selecciones de Australia e Irlanda.
La única competencia de importancia de este deporte es la International Rules Series, torneo disputado desde 1984 entre las selecciones de Australia e Irlanda. Es uno de los pocos deportes de equipo que no posee ningún club o liga dedicada exclusivamente al mismo, y los únicos partidos de importancia son los del mencionado torneo.

## Orígenes
El deporte se empezó a formar a finales de 1967 y comienzos de 1968, cuando clubes de fútbol australiano de Australia y de fútbol gaélico de Irlanda iniciaron una serie de encuentros amistosos en ambos países.
Al ver las similitudes entre ambos deportes, y ante la falta de actividad internacional de ambos deportes debido a su poca popularidad fuera de sus respectivos países, se decidió crear un nuevo código de football que combinara aspectos de ambos deportes, y de esta manera facilitar la realización de encuentros entre equipos de ambos deportes.

## Reglas
Las reglas del juego están hechas para mantener cierto equilibrio entre las reglas del fútbol gaélico y el fútbol australiano. Los cambios en las reglas están a cargo de la Australian Football League y la Asociación Atlética Gaélica.

### Medidas del campo de juego

Campo de juego.

El campo de juego es similar al del fútbol gaélico y el hurling. Consta de un rectángulo de aproximadamente 145 por 90 metros, dividido en dos por su ancho por una línea central. Las líneas más extensas son llamadas laterales, mientras que las otras son las finales. A los 13, 20 y 45 metros de cada línea final, se trazan líneas paralelas a las mismas que cubren todo el ancho del terreno.
Sobre cada línea final se colocan 4 postes verticales, de altura ilimitada, separados entre sí 6,4m y ubicados en el punto medio de las líneas finales. Los dos postes centrales estarán unidos por un poste horizontal ubicado a 2,5m del suelo. El área delimitada por estos tres postes será la meta, y podrá estar cubierta con una red en el lado exterior al terreno. Los postes verticales de la meta deberán tener por lo menos 6m de altura, mientras que los otros dos verticales deben tener por lo menos 3m de alto.
Desde la base de los dos postes exteriores se traza una línea perpendicular a la línea de los 13m, la cual se une con la mencionada línea. A 3,8m del exterior de cada poste de la meta se traza una línea perpendicular a la línea de los 13m, la cual se adentra 4,5 metros en el terreno. Los extremos de estas líneas son unidos por otra, que totaliza 14m. El área de menor tamaño recibe el nombre de área o rectángulo pequeño, mientras que el mayor recibe el nombre de área o rectángulo grande.
En el exterior del terreno, y sobre las líneas laterales, se pueden ubicar áreas para el cuerpo técnico de cada equipo, las cuales no pueden exceder los 15m de largo.

### Desarrollo
Se puede trasladar el balón con el pie por tiempo ilimitado, pero si se utilizan las manos, se debe hacer tocar el balón contra el suelo antes de avanzar 15 metros con el balón en posesión. No se puede tomar el balón con las manos directamente del suelo.
El objetivo del juego es marcar más puntos que el equipo rival, y para lograr los mismos se debe hacer pasar el balón por determinados lugares de los postes de la línea final rival, siempre y cuando no se cometa una infracción a las reglas del juego previamente. Si se introduce el balón entre los postes centrales y por debajo del horizontal, se marca un gol, el cual equivale a 6 puntos. Si se introduce entre los postes centrales y por encima del horizontal, se marca un over, el cual equivale a 3 puntos. Si se introduce entre los dos verticales exteriores y el vertical de la meta más cercano, se marca un behind, el cual equivale a un punto.
El resultado final de cada partido se detalla con el formato goles-overs-behinds (total). Por ejemplo, "Irlanda 1-12-6 (48) - Australia 2-9-7 (46)" significa que Irlanda venció a Australia 48 a 46, que los irlandeses marcaron 1 gol, 12 overs y 6 behinds, y que los australianos marcaron 2 goles, 9 overs y 7 behinds.

### Reanudación del juego
Si el balón cruza una de las líneas finales luego de ser tocado por última vez por un jugador del equipo atacante (excepto si se marcó un gol), el equipo defensor tendrá un tiro libre a favor dentro de la línea de los 13 metros. Si se convirtió un gol, el equipo defensor tendrá derecho a un saque desde la mitad de la cancha.
Si un jugador defensor hace pasar el balón por su propia línea final y por fuera de los verticales, se marcará un tiro libre a favor del equipo atacante desde la línea de 45 metros rival.
Si se da una situación similar, pero con el balón abandonando el terreno por una de las líneas laterales, se marcará un tiro libre desde donde el balón abandonó el terreno.
Si un jugador atacante ingresa al área pequeña antes que ingrese el balón, se marcará un fuera de juego, y un tiro libre a favor del equipo defensor dentro del área pequeña.

### Infracciones y tiros libres

Las tarjetas son una forma hacer respetar el reglamento del juego.

Al igual que en el fútbol australiano, se permite derribar a un rival empujándolo entre los hombros y la parte baja de la espalda. Si se comete una infracción con el uso de fuerza excesiva, el árbitro marcará un tiro libre en contra del equipo infractor desde el lugar donde ocurrió el incidente
Los tiros libres se pueden ejecutar con las manos, los pies, o cualquier combinación.
Si ocurre cualquier tipo de falta por un defensor en su área pequeña o una falta personal dentro del área grande propia, se marcará un tiro penal a favor del equipo atacante, el cual se ejecutará desde el punto medio de la línea de los 13 metros. Lo ejecutará el jugador que recibió la falta, y lo podrá hacer con sus pies, sus manos, o una combinación de ambas.
Si un jugador trata de golpear a un adversario, utiliza lenguaje obsceno, utiliza elementos no permitidos (joyería por ejemplo), o demuestra mala conducta, podrá ser merecedor de una tarjeta amarilla. Esto significa que el jugador que recibe la tarjeta deberá permanecer fuera del campo por 15 minutos, sin ser reemplazado por otro jugador. El equipo que recibe la falta tendrá un tiro libre a favor desde donde ocurrió la infracción.
Si un jugador golpea o insulta a otro jugador o a algún árbitro de forma deliberada, no acata una orden del árbitro, o recibe una segunda tarjeta amarilla, podrá ser merecedor de una tarjeta roja. Esto significará que deberá abandonar el partido, sin poder ser reemplazado por otro jugador, y se marcará un tiro penal a favor del equipo que recibió la falta, independientemente de donde ocurrió la infracción.

## Competencias

### International Rules Series
Desde 1984 las selecciones de fútbol de reglas internacionales de Australia (representada por la Australian Football League) e Irlanda (Gaelic Athletic Association) se enfrentan en una serie de partidos por la International Rules Series.
La primera edición fue disputada en Irlanda en 1984, donde resultó vencedor el equipo australiano. Desde entonces se disputó alternadamente en Australia e Irlanda en los años 1986, 1987 y 1990, para luego quedar en un impás que duró hasta 1998, cuando se empezó a disputar anualmente y bajo el nombre de International Rules Series. El primer periodo (1984-1990) se disputaba al mejor de tres partidos. Desde 1998 se disputan 2 partidos, y el equipo con mejor puntaje a lo largo de ambos era el vencedor del torneo.
Hasta la edición 2008 se han disputado 14 torneos, ganando 7 cada selección.
| Año  | Sede      | Campeón   | Resultado |
| ---- | --------- | --------- | --------- |
| 1984 | Irlanda   | Australia | AU 2-1 IR |
| 1986 | Australia | Irlanda   | IR 2-1 AU |
| 1987 | Irlanda   | Australia | AU 2-1 IR |
| 1990 | Australia | Irlanda   | IR 2-1 AU |

| Año  | Sede      | Campeón   | Resultado     |
| ---- | --------- | --------- | ------------- |
| 1998 | Irlanda   | Irlanda   | IR 128-118 AU |
| 1999 | Australia | Irlanda   | IR 122-114 AU |
| 2000 | Irlanda   | Australia | AU 123-98 IR  |
| 2001 | Australia | Irlanda   | IR 130-105 AU |
| 2002 | Irlanda   | Australia | AU 101-95 IR  |
| 2003 | Australia | Australia | AU 101-94 IR  |
| 2004 | Irlanda   | Irlanda   | IR 132-82 AU  |
| 2005 | Australia | Australia | AU 163-106 IR |
| 2006 | Irlanda   | Australia | AU 109-79 IR  |
| 2007 | Cancelada | Cancelada | Cancelada     |
| 2008 | Australia | Irlanda   | IR 102-97 AU  |

### Otras
Desde 2005 se juegan torneos similares a la International Rules Series entre Australia e Irlanda por jugadores sub-17 y sub-19.
También en octubre y noviembre de 2006 se jugaron una serie de encuentros amistosos femeninos entre Australia e Irlanda. El primer encuentro fue triunfo de las irlandesas por 6-26-16 (130) a 1-2-3 (15), mientras que el segundo terminó también con victoria irlandesa por 3-5-6 (39) a 0-4-6 (18). Ambos encuentros se disputaron en Irlanda.